# Bolko (prénom polonais)
Pour les articles homonymes, voir Bolko.
Bolko est un prénom polonais dérivé du prénom Bolesław dont il est le diminutif. Il était autrefois également abrégé en Bosław.

## Personnalités portant ce prénom
Il est porté par de nombreux nobles dont Bolko III de Ziębice.
- Pour l'ensemble des articles sur les personnes portant ce prénom, consulter :
  - la liste des articles dont le titre commence par ce prénom
  - les listes produites par Wikidata : Liste des personnes de prénom « Bolko » — même liste en incluant les éventuels prénoms composés qui contiennent « Bolko ».